# Neue Zeitschrift für Musik
Neue Zeitschrift für Musik (kort: NZfM) er et tidsskrift der beskæftiger sig med samtidige strømninger inden for musikken. Første udgivelse var 3. april 1834; det er udkommet næsten uafbrudt siden.
I en periode i begyndelsen udkom tidsskrift under titlen Neue Leipziger Zeitschrift für Musik.
Tidsskriftet blev grundlagt af Robert Schumann med dennes senere svigerfar Friedrich Wieck og pianisterne Julius Knorr og Ludwig Schuncke.
I begyndelsen udkom tidsskriftet to gange om ugen med et omfang af kun fire sider. Først fra 1847 for det meste med otte sider.
Der førtes i tidsskriftet i 1800-tallet diskussioner om musikdrama, programmusik og "den nytyske skole" med polerne Franz Liszt og Johannes Brahms i den såkaldte musikstrid ("Musikstreit").